# Mnesiclesina undulata
Mnesiclesina undulata är en insektsart som beskrevs av Marius Descamps 1974. Mnesiclesina undulata ingår i släktet Mnesiclesina och familjen Chorotypidae. Inga underarter finns listade i Catalogue of Life.